# Anyphops stridulans
Espèce
Synonymes
- Selenops stridulans Lawrence, 1940

Anyphops stridulans est une espèce d'araignées aranéomorphes de la famille des Selenopidae.

## Distribution
Cette espèce est endémique du Cap-du-Nord au Afrique du Sud,. Elle se rencontre vers Steinkopf.

## Description
Le mâle holotype mesure 7,8 mm.

## Publication originale
- Lawrence, 1940 :  The genus Selenops (Araneae) in South Africa. Annals of the South African Museum, vol. 32, p. 555-608 (texte intégral).